# Anthony Jeanjean
Pour les articles homonymes, voir Jeanjean.
Anthony Jeanjean, né le 13 mai 1998 à Béziers, est un coureur cycliste français, pratiquant le BMX freestyle. 
Il est triple champion d'Europe de BMX freestyle Park en 2019, 2021 et 2022, ainsi que lauréat de la Coupe du monde en 2024. Il est également médaillé de bronze aux jeux olympiques de Paris 2024 et aux mondiaux 2022.

## Carrière
Anthony Jeanjean est originaire du sud de la France et découvre le BMX à l'âge de dix ans lorsque ses parents l'emmènent comme spectateur au Festival international des sports extrêmes (FISE) à Montpellier. Il rejoint le club « Passion BMX Sérignan » et participe pour la première fois au FISE à l'âge de 13 ans. Lors des premiers championnats du monde de cyclisme urbain en 2017, il atteint la finale et termine neuvième. L'année suivante, il subit une grave chute et passe un mois à l'hôpital.
Il remporte les premiers championnats de France de BMX freestyle park de l'histoire en 2019. Quelques jours plus tard, il est sacré champion d'Europe à Cadenazzo lors des premiers championnats d'Europe la spécialité. Il obtient ensuite pour la France un quota pour les Jeux olympiques de Tokyo.
Il est à nouveau champion de France de BMX freestyle park en 2020. En 2021, il conserve son titre de champion d'Europe de BMX freestyle park, puis participe aux premiers Jeux olympiques, où il se classe septième sur neuf après avoir chuté en finale.
Début juillet 2022, il remporte à Bruxelles sa première manche de Coupe du monde de BMX freestyle, en devançant le champion olympique Logan Martin. Il se classe finalement deuxième au classement général. Le 13 août 2022, il remporte son 3e titre de champion d'Europe lors des championnats sportifs européens. Il est ensuite médaillé de bronze aux championnats du monde 2022 à Abou Dabi.
Lors des Jeux européens de 2023, qui comptent également comme championnats d'Europe, il est pour la première fois battu, terminant deuxième derrière Kieran Reilly. Il décroche d'autres victoires en Coupe du monde en 2023 (à nouveau Bruxelles) et 2024 (Enoshima et Montpellier), et monte à plusieurs reprises sur le podium lors d'autres épreuves. À deux mois des Jeux olympiques de Paris, il remporte les deux manches de la série de qualification olympique, s'assurant ainsi une place de titulaire dans la compétition de BMX freestyle.
Il se classe troisième de la compétition de BMX Freestyle des Jeux olympiques de Paris.

### Armée
Il  est sergent au sein de l'armée de terre française.

## Palmarès en BMX freestyle park

### Jeux olympiques
- Tokyo 2020
  - 7e du BMX freestyle
- Paris 2024
  -  Médaillé de bronze du BMX freestyle

### Championnats du monde
- Abou Dabi 2022
  -  Médaillé de bronze du BMX freestyle Park

### Coupe du monde
- Coupe du monde de BMX freestyle Park
  - 2022 : 2e du classement général
  - 2023 : 3e du classement général
  - 2024 : 1er du classement général, vainqueur de deux manches

### Championnats d'Europe
- 2019
  -  Champion d'Europe de BMX freestyle park
- 2021
  -  Champion d'Europe de BMX freestyle park
- 2022
  -  Champion d'Europe de BMX freestyle park
- 2023
  -  Médaillé d'argent du BMX freestyle park
- 2024
  -  Médaillé d'argent du BMX freestyle park

### Championnats de France
- 2019

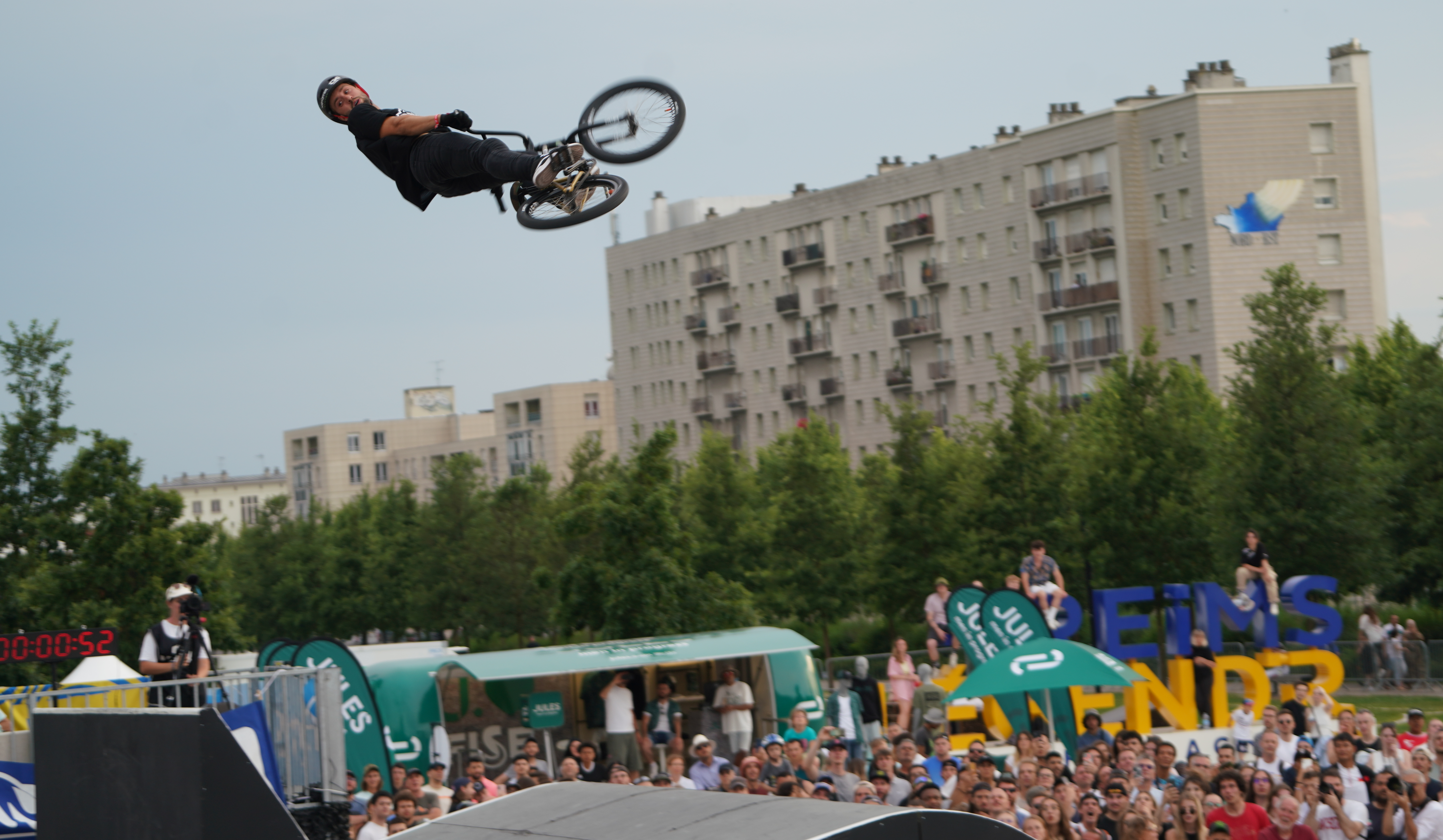
Lors du FISE Xperience de Reims en 2023.

  -  Champion de France de BMX freestyle park
- 2020
  -  Champion de France de BMX freestyle park
- 2021
  - 2e du BMX freestyle park
- 2022
  -  Champion de France de BMX freestyle park
- 2023
  -  Champion de France de BMX freestyle park

## Décorations
- Chevalier de l'ordre national du Mérite (2024)[16]